# عشق می‌خواهم
«من عشق می‌خواهم» تک‌آهنگی از هنرمند اهل بریتانیا التون جان است که در سال ۲۰۰۱ میلادی منتشر شد.